# Mohamed Hamdaoui
Mohamed Hamdaoui (* 10. Juni 1993 in Amsterdam, Nordholland) ist ein niederländisch-marokkanischer Fußballspieler. Der Stürmer steht seit 2018 im Kader von BV De Graafschap. Zuvor spielte er für die U-21-Mannschaft der SBV Vitesse in Arnheim und war zwischenzeitlich für ein halbes Jahr an den FC Dordrecht ausgeliehen. Sein Debüt in der Eredivisie gab er am 20. September 2014 im Auswärtsspiel der Dordrechter bei Excelsior Rotterdam.